# Берёзовка (Семилукский район)
Берёзовка — село в Семилукском районе Воронежской области.
Входит в состав Новосильского сельского поселения.

## География
Село расположено на берегах реки Олымчик при впадении в неё реки Берёзовка.

## История
Возникла в начале XVIII века как деревня Берёзовка. Получила своё название по реке Берёзовке, на которой находится. Речка так именуется по берёзам на её берегах. На ней же в 5 км ниже стоит ещё одно село Берёзовка — в Липецкой области. В XIX веке стала именоваться по имени владельца — Хутор Муромцева, затем Муромцова. В XX веке населённый пункт вновь стал называться Берёзовка.
В конце XIX века была построена деревянная церковь в честь Казанской иконы Божией Матери, существующая до сих пор.

## Улицы
Уличная сеть села состоит из улиц:
- Гусиновка;
- Деревня;
- Заречная;
- Ольшанка;
- Угловая.